# Rózsás sirály
A rózsás sirály (Rhodostethia rosea) a madarak (Aves) osztályába a lilealakúak (Charadriiformes) rendjébe, ezen belül a sirályfélék (Laridae) családjába tartozó Rhodostethia nem egyetlen faja.
Egyes rendszerbesorolások a Larus nembe sorolját Larus rosea néven.

## Előfordulása
Alaszka, Kanada, Grönland és Szibéria északi területein  fészkel. A telet az Atlanti- és a Csendes-óceán sarkvidékein tölti. Öblök és szigetek lakója.

## Megjelenése
Testhossza 30–35 centiméter, szárnyfesztávolsága 80–90 centiméter, testtömege pedig 180–190 gramm. Vékony fekete gyűrűt visel a nyakán. Rózsás árnyalatú a hasoldala és ék alakú a farka.

## Életmódja
A víz felszínén vadászik apró  halakra, de a víz alá is lebukik élelemért. Néha a szárazföldön rovarokat is fog.